# سحن (عملية)

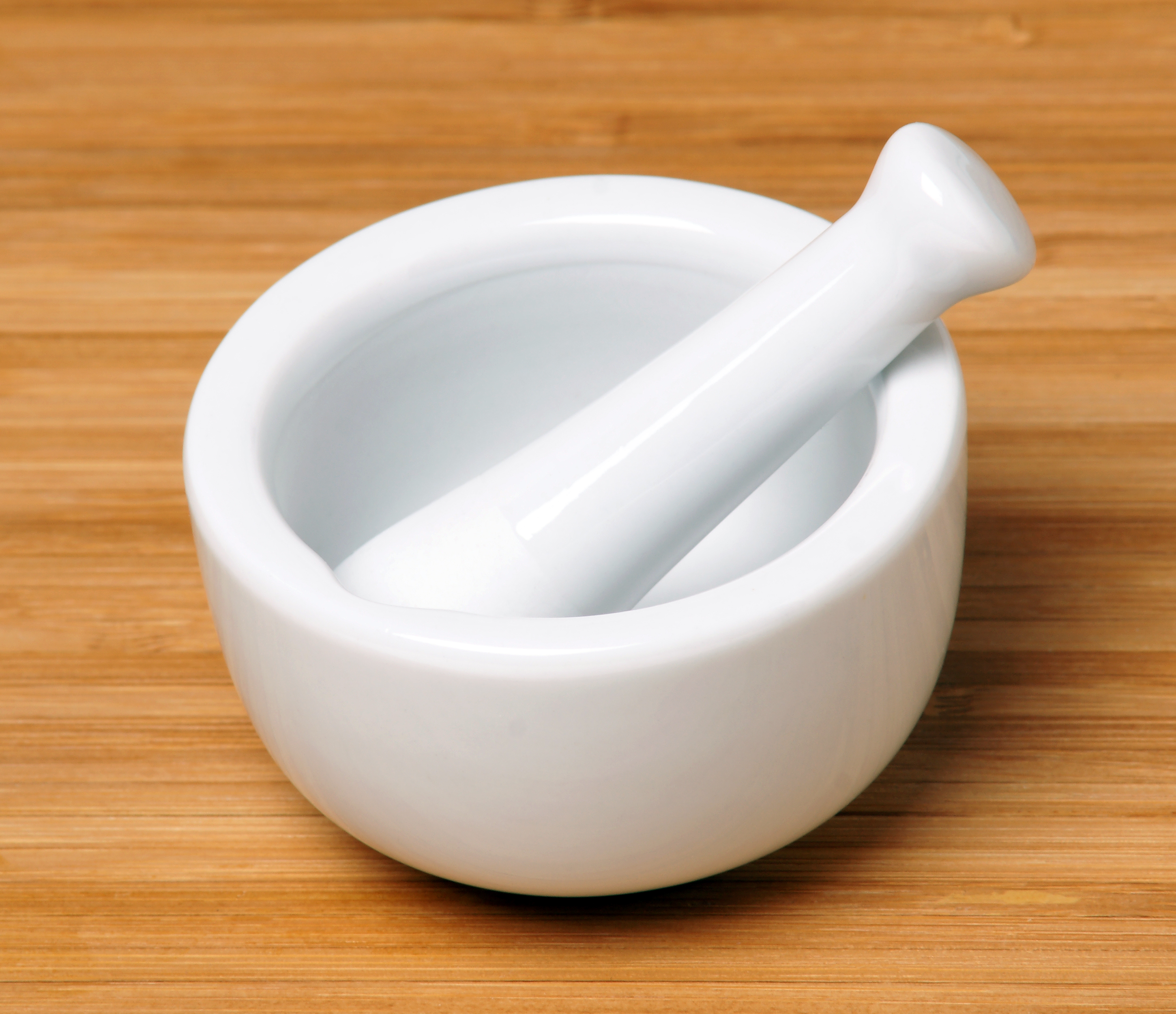
هاون ومدقة, تستخدم للسحن.

السَحْن أو خشب السحن (بالإنجليزية: Trituration)‏؛ اسم عدة طرق مختلفة تستخدم لمعالجة المواد. في المدلول الأول، هو شكل من أشكال الفتيت (تقليل حجم الجسيمات من مادة). وبمدلول آخر، إنه إنتاج مادة متجانسة عن طريق خلط المواد المكونة تمامًا. على سبيل المثال، يتم تشكيل حشوة ملغمية للأسنان عن طريق الجمع بين جزيئات المعدن، وعادة ما يكون الذهب أو الفضة مع الزئبق.

## استخدامات
في الكيمياء العضوية، يُعد السَحْن عملية لتنقية المركبات الكيميائية الخام التي تحتوي على شوائب قابلة للذوبان. يتم اختيار المذيب الذي يكون فيه المنتج المرغوب فيه غير قابل للذوبان وتكون المنتجات الثانوية غير المرغوبة قابلة للذوبان بشدة أو العكس. يتم غسل المادة الخام بالمذيبات وتصفيتها، وترك المنتج النقي في صورة صلبة دون أية شوائب في المحلول.
في علم الصيدلة، يمكن أن يشير السحن أيضًا إلى عملية طحن مركب إلى آخر لتخفيف أحد المكونات، أو إضافة حجم للمعالجة والمناولة، أو لإخفاء الصفات غير المرغوب فيها. على سبيل المثال، لا تقل كمية الهرمون في جرعة ليفونورجيستريل المستخدمة كوسيلة لمنع الحمل عن البروجستيرون عن 30 ميكروغرام، وهي كمية أصغر من أن تتعامل معها. في منتج نموذجي، يتم سحق الدواء ب1700 مرة من كتلته من السكر قبل أن يتم ضغطه وتغليفه لإنتاج قُرْص النهائي. 
في العصير، عصارة السحن هو أسلوب عصارة تستخدم لتقسيم المنتجات الطازجة إلى عصير والألياف.
في المعالجة المثلية، يعتبر السحن عبارة عن محلول في اللاكتوز لمادة غير قابلة للذوبان في الماء . 